# Centropyge colini
Centropyge colini là một loài cá biển thuộc chi Centropyge trong họ Cá bướm gai. Loài này được mô tả lần đầu tiên vào năm 1974.

## Từ nguyên
Từ định danh của loài được đặt theo tên của Patrick L. Colin, người đã thu thập mẫu định danh của loài cá này và Centropyge joculator.

## Phạm vi phân bố và môi trường sống
C. colini có phạm vi phân bố chủ yếu tại vùng biển thuộc các đảo quốc, quần đảo ở Đông Ấn Độ Dương và Tây Thái Bình Dương, bao gồm quần đảo Cocos (Keeling) (Úc); Philippines và Indonesia; Palau; Guam; Chuuk (Liên bang Micronesia); quần đảo Marshall; Papua New Guinea; quần đảo Solomon; Vanuatu; Fiji và Nouvelle-Calédonie.
C. colini sống gần các rạn san hô viền bờ, nơi có nhiều hang hốc và kẽ đá, độ sâu trong khoảng từ 20 đến 100 m.

## Mô tả
C. colini có chiều dài cơ thể tối đa được biết đến là 9 cm. Màu sắc chủ yếu của C. colini là màu vàng chanh, ngoại trừ một vùng màu xanh lam tím từ đỉnh đầu lan rộng ra lưng và hầu hết phần vây lưng. Quanh mắt có một vòng màu xanh tím.
Số gai ở vây lưng: 14; Số tia vây ở vây lưng: 16–17; Số gai ở vây hậu môn: 3; Số tia vây ở vây hậu môn: 17.

## Sinh thái học
Thức ăn chủ yếu của C. colini là tảo.
Chúng thường sống thành từng nhóm nhỏ, gồm một con đực trưởng thành thống trị những con cá cái trong hậu cung của nó (một nhóm có từ 3 đến 7 cá thể). Nếu cá đực thống trị biến mất, con cá cái lớn nhất đàn có khả năng chuyển đổi giới tình thành cá đực, một hành vi thường thấy ở nhiều loài Centropyge khác.

## Thương mại
C. colini hầu như không được thu thập cho việc buôn bán cá cảnh, một phần là vì chúng xuất hiện ở bên ngoài phạm vi các khu vực thu thập thông thường.